# Pezotettix judaica
Pezotettix judaica är en insektsart som beskrevs av Boris Petrovich Uvarov 1934. Pezotettix judaica ingår i släktet Pezotettix och familjen gräshoppor. Inga underarter finns listade i Catalogue of Life.